# Christine Ongare
Christine Ongare est une boxeuse kényane née le 26 novembre 1993 à Nairobi.

## Carrière
Christine Ongare est médaillée de bronze dans la catégorie des poids mouches aux championnats d'Afrique de boxe amateur 2017 à Brazzaville ainsi qu'aux Jeux du Commonwealth de 2018 à Gold Coast.
Elle est médaillée de bronze dans la catégorie des moins de 48 kg aux championnats d'Afrique de boxe amateur 2023 à Yaoundé.